# Брент Міллер
Брент Грем Міллер (англ. Brent Graeme Miller; 28 жовтня 1974, Ванкувер) — канадський актор озвучення, та дубляжу.

## Особисте життя
Брент Міллер одружений з Ніколь Боумою, і у них є дві доньки, Челсі Міллер та Джаеда Лілі Міллер.

## Фільмографія

### Актор кіно
| Рік          | Назва                                                   | Роль                | Примітки                                   |
| ------------ | ------------------------------------------------------- | ------------------- | ------------------------------------------ |
| 2001         | Рудольф, червононосий олень та острів іграшок-невдах    | Хенк                | Відео                                      |
| 2002         | MVP 2: Найбільш вертикальний примат — за лаштунками     | Джек                | Короткометражний відеодокументальний фільм |
| 2002         | Сабріна: Друзі назавжди                                 | Хокеїст             |                                            |
| 2004         | «MXP: Найекстремальніший примат»                        |                     | Відео                                      |
| 2005         | «Найбільша витівка інспектора Гаджета»                  | Гігантська ящірка   |                                            |
| 2005         | «Ковчег»                                                | Кевеанський в'язень |                                            |
| 2006         | «Шпигун»                                                | Мінкі Валла         |                                            |
| 2010         | «Мобільний костюм Gundam 00: Пробудження першопрохідця» | Андрій Смирнов      | Англійський Дубляж                         |
| 2011—2022    | «Ніндзяґо: Майстри Спінджицу»                           | Зейн / Ехо Зейн     | Головна роль                               |
| 2011         | «Лего Ніндзяго Нові майстри кружитцу»                   | Зейн                |                                            |
| 2011         | «Політ дракона ніндзя з Lego»                           | Зейн                |                                            |
| 2011         | «Битва Лего між братами»                                | Зейн                |                                            |
| 2018         | «Ніндзяго: Ера Золотого Майстра»                        | Брент               | Фан-фільм                                  |
| 2023—дотепер | «Ніндзяґо: Повстання драконів»                          | Зейн                | Головна роль                               |